# (9100) Tomohisa
(9100) Tomohisa est un astéroïde de la ceinture principale.

## Description
(9100) Tomohisa est un astéroïde de la ceinture principale. Il fut découvert le 2 décembre 1996 à Ōizumi par Takao Kobayashi. Il présente une orbite caractérisée par un demi-grand axe de 2,41 UA, une excentricité de 0,16 et une inclinaison de 7,9° par rapport à l'écliptique.

## Compléments